# Fiodor Fiodorovitch Chtcherbatov
Le prince Fiodor Fiodorovitch Chtcherbatov (en cyrillique : князь Фёдор Фёдорович Щербатов), né en 1729, décédé le 31 août 1791, est un officier russe, lieutenant-général, chef des troupes pendant la révolte d'Emelian Pougatchev.

## Famille
Il est le troisième fils du conseiller privé, le prince Fiodor Andreïevitch Chtcherbatov (1688-1762), et de son épouse la princesse Agrafena Alexandrovna Prozorovskaïa.
Le prince Fiodor Fiodorovitch Chtcherbatov épousa Maria Alexandrovna Bekovitch-Tcherkasskaïa.
Une fille naquit de cette union :
- Daria Fiodorovna Chtcherbatova : (1762-1801), elle épousa Alexandre Matveevitch Dmitriev-Mamonov (1758-1803).

Devenu veuf, le prince épousa la princesse Anna Grigorievna Merchtcherskaïa.
Trois enfants naquirent de cette union :
- Alexandre Fiodorovitch Chtcherbatov : (1778-1817), maître de cavalerie, il épousa Varvara Petrovna Obolenskaïa (1774-1843).
- Anna Fiodorovna Chtcherbatova : (?-1824), elle épousa Piotr Ivanovitch Chakhovskoï (1751-1827).
- Maria Fiodorovna Chtcherbatova : elle épousa Robert Kerr-Porter[1].

## Biographie

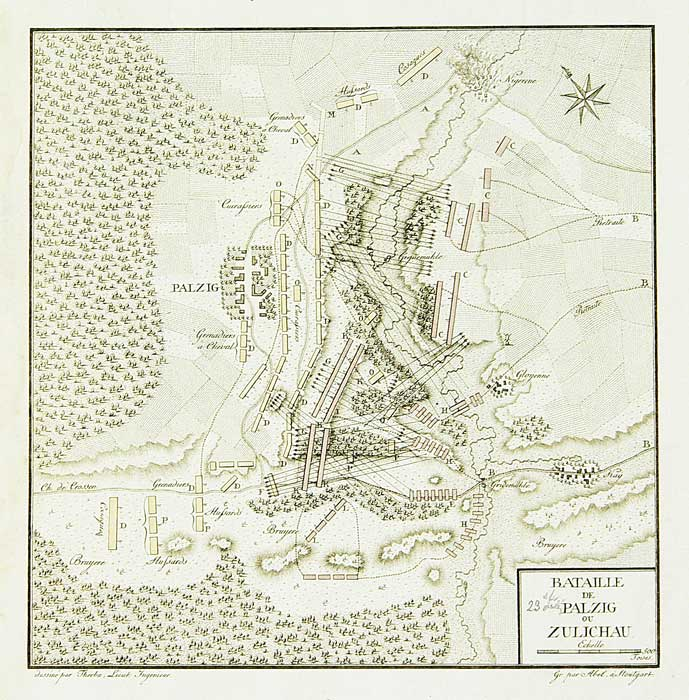
Carte de la bataille de Paltsig (12 juillet 1759).

Né en 1729, le prince était issu d'une famille princière de la dynastie des Rurikides. Son père fut nommé conseiller privé en 1754, sa mère, la princesse Agrafena Alexandrovna Prozorovskaïa, était l'une des dames d'honneur de l'impératrice Anne. Il reçut une bonne éducation dans le domaine familial. En 1740, il fut attaché en qualité de page au service d'Ivan VI de Russie. En 1744, il embrassa la carrière des armes et devint lieutenant.
Au cours de la Guerre de Sept Ans, le prince fut impliqué dans plusieurs batailles, (bataille de Paltsig - aujourd'hui Palek en Pologne, le 23 juillet 1759, bataille de Francfort 1761) La même année, il fut promu colonel, en 1762, aux grades de brigadier-général puis de major-général. Le prince fut admis à siéger au grade de lieutenant-général et en qualité de membre au Collège militaire. En 1767, député de la noblesse de Iaroslavl, avec son cousin, le prince Mikhaïl Mikhaïlovitch Chtcherbatov, il siégea à la Commission législative chargée d'élaborer un nouveau code, il fut avec son cousin un ardent défenseur des privilèges de la  haute noblesse.

### Guerre russo-turque de 1768-1774

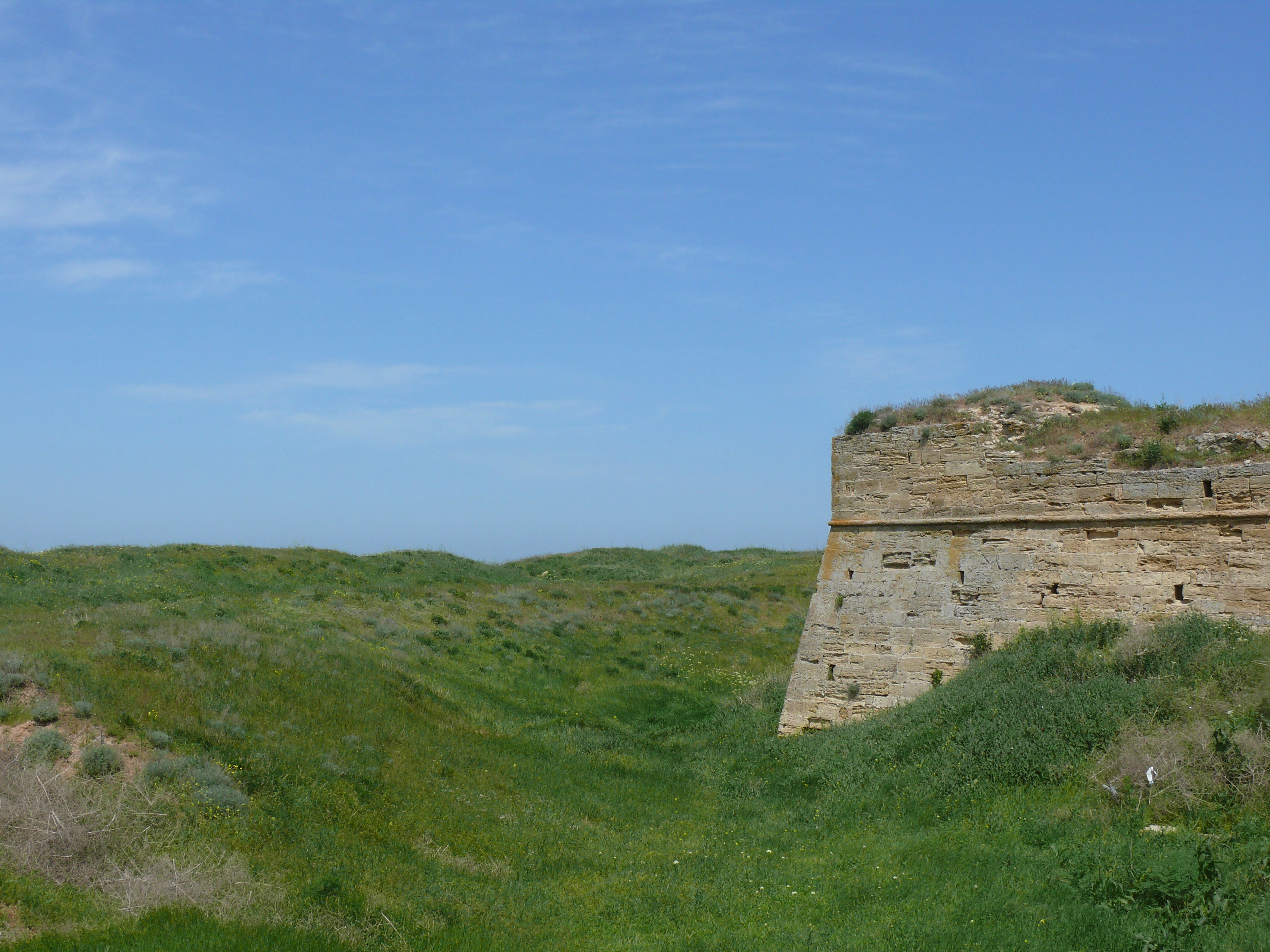
L'un des bastions de la forteresse d'Arabat située en Crimée.

Lors de la déclaration de Guerre entre la Russie impériale et l'Empire ottoman, le prince fut placé sous les ordres du comte Piotr Ivanovitch Panine (1721-1789), commandant de la 2e Armée impériale russe. Au cours de ce conflit, il ne tarda pas à faire preuve de bravoure, le 10 juillet 1770, son expérience des combats lui permit d'encercler un détachement de 2000 Turcs attaquant le poste russe sur la rivière Bîc (l'un des affluents du Dniestr), il parvint à rejeter les troupes ennemies sur l'autre rive. le 13 juillet 1770, lors d'un nouvel assaut, il parvint à faire reculer l'ennemi. En 1771, lors de la prise de la forteresse de Bendery, une nouvelle fois, il se distingua par son courage. Sa vaillance au combat lui valut l'Ordre de Sainte-Anne (3e classe) 
En juin 1771, Sous le commandement du prince Vassili Mikhaïlovitch Dolgoroukov-Krymski, le prince mit le siège devant la forteresse d'Arabat (située sur la côte orientale de la Crimée (Ukraine). puis monta à l'assaut de la forteresse tenue par les troupes turques, il engagea le combat avec l'ennemi, le 18 juin. Il mit en fuite les troupes tatares et turques, s'empara de six drapeaux, cinquante canons, sur place. Il fit 500 prisonniers. Après la prise de la forteresse d'Arabat, le prince fut élevé au grade de lieutenant-général. En outre, le 11 juillet 1771, il fut décoré de l'Ordre de Saint-Georges (3e classe).

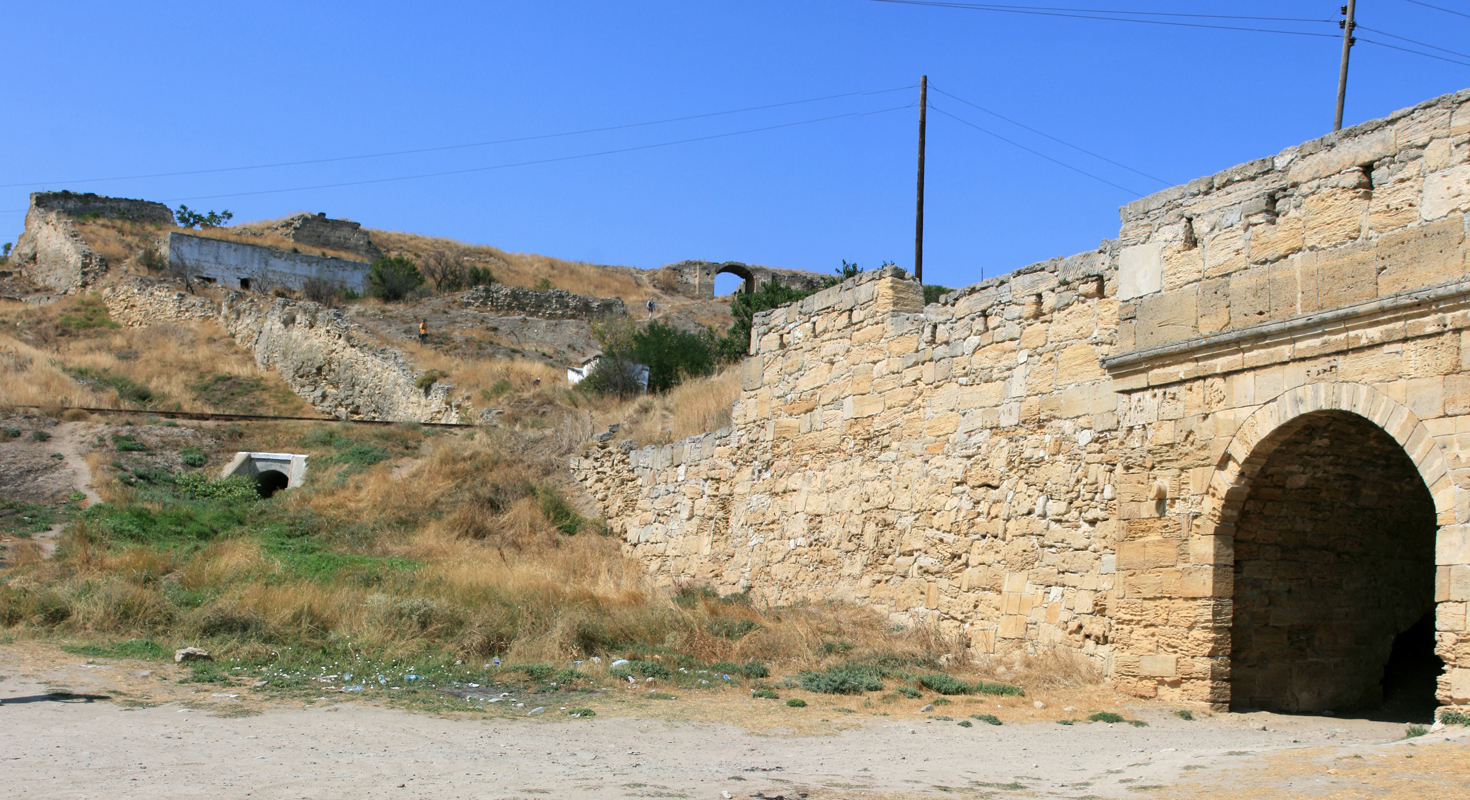
La porte et les vestiges des murs de la forteresse de Ieni-Kale.

En juillet 1771, il prit part à la bataille près de la ville de Kertch, à la prise de la forteresse de Ieni-Kale (située dans le détroit de Kertch en Crimée) et à la prise de la ville de Taman. En octobre 1771, son état de santé se détériora et il se retira, afin de recevoir les soins médicaux nécessaires à sa guérison. Au début de l'année 1772, il fut de nouveau engagé dans les opérations militaires menées contre les troupes de l'Empire ottoman et prit part à l'occupation de toute la Crimée.

### Répression lors de larévolte d'Emelian Pougatchev

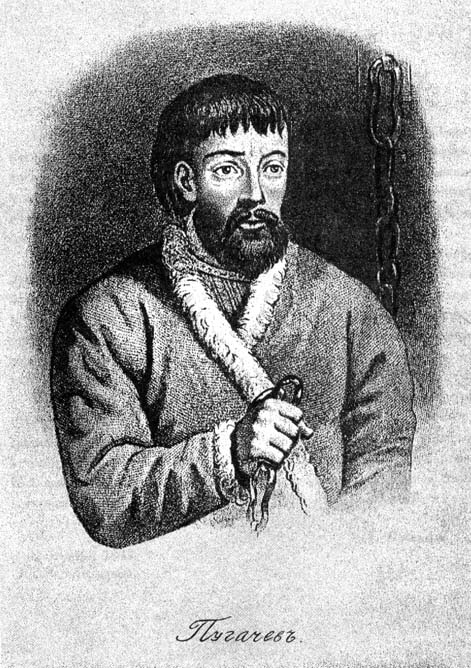
Emelian Ivanovitch Pougatchev en prison

En 1773, lorsque débuta l'insurrection des cosaques de Yaik (l'ancien nom de l'Oural) avec à leur tête Emilian Pougatchev, le prince fut placé sous le commandement du général en chef Alexandre Ilitch Bibikov (1729-1774), Fiodor Fiodorovitch eut pour mission de conduire ses troupes à Kazan. Le 1er mai 1774, après le décès du général Bibikov, le prince lui succéda comme commandant en chef. Le prince ne possédant pas l'expérience nécessaire et n'étant pas familiarisé sur les conditions de lutte contre l'insurrection des paysans russes, il délégua ses pouvoirs à quelques gouverneurs afin que ceux-ci « rétablissent l'ordre », laissant quelques unités à Kazan, le prince prit la direction d'Orenbourg. Après le départ du prince pour Orenbourg et malgré la traque menée par le général Ivan Ivanovitch Michelson (1740-1817) afin d'appréhender Emelian Pougatchev, le chef de la jacquerie parvint à s'emparer de la ville d'Arsk et assiégea la ville de Kazan. Le prince Chtcherbatov tenta de sauver la ville, mais le 22 juin 1774, arrivant sur les lieux, il découvrit la ville en flammes. Emelian Pougatchev traversa la Volga, les serfs se rebellèrent sur la rive ouest du fleuve, et l'insurrection s'étendit à toute la région de la Volga.
Catherine II de Russie mécontentée par les actions militaires menées par le prince Chtcherbatov au cours de l'insurrection, décida par le décret émit le 24 juillet 1774 de démettre Fiodor Fiodorovitch de son commandement. En outre, le prince fut rayé des effectifs de l'armée et reçut l'interdiction de paraître à la cour et de résider à Saint-Pétersbourg.

## Décès et inhumation
Peu de temps avant son décès, sa disgrâce fut levée, Le prince Chtcherbatov décéda le 31 août 1791.